# Fields of Gold (singolo Sting)
Fields of Gold è una canzone composta da Sting, estratta come singolo dal suo quarto album solista, Ten Summoner's Tales del 1993.. Come tutti gli altri pezzi dell'album, la traccia è stata registrata alla Lake House di Wiltshire. La canzone è contraddistinta dal suono di una cornamusa del Northumberland eseguito da Kathryn Tickell.
Fields of Gold è il singolo di maggior successo dell'album dopo If I Ever Lose My Faith in You ed è diventato negli anni uno dei brani più popolari dell'artista britannico. Ha raggiunto il 16º posto della Official Singles Chart nel Regno Unito, mentre negli Stati Uniti si è posizionato al 23º posto della Billboard Hot 100 e al secondo posto della Hot Adult Contemporary Tracks. È stato inoltre un successo in Irlanda, Svizzera, Paesi Bassi e Germania.
La canzone ha anche dato il titolo ad una raccolta di Sting pubblicata nel 1994, Fields of Gold: The Best of Sting 1984-1994. È stata anche registrata nuovamente da Sting nel 2006 come traccia bonus per il suo album classico Songs from the Labyrinth, con un nuovo arrangiamento e accompagnata interamente dal suono di un liuto.

## Storia
Sting compose il brano alla chitarra. Per la stesura del brano, il cantante fu ispirato dai colori al tramonto di un campo d'orzo situato nei pressi di una casa che aveva appena acquistato, oltre che dalla storia d'amore che stava vivendo all'epoca.
Il testo parla di due persone innamorate che si lasciano andare ai ricordi e rivivono la storia della propria vita, da quando iniziarono a frequentarsi sino ai tempi presenti. In particolare, il ricordo va ad un giorno ventoso d'estate che i due in gioventù trascorsero nel bel mezzo di un campo d'orzo: in quei giorni, persino il cielo era "geloso" del loro amore.
Fields of Gold è uno dei brani preferiti dalla moglie di Sting, Trudie Styler.

## Nella cultura di massa
La canzone appare in un episodio della serie televisiva The Office. Viene suonata al matrimonio di Phyllis e Bob Vance. Kevin canta e suona la canzone con la sua band.
La versione dell'album Songs from the Labyrinth è utilizzata in un episodio della serie Studio 60 on the Sunset Strip, in cui Sting appare come ospite speciale.
Si fa riferimento a Fields of Gold in un episodio della serie televisiva animata I Griffin, quando Peter Griffin sostiene che nei versi delle canzoni di Sting sono comprensibili solo le ultime tre parole.
"Fono Se Hoombay
Fanu Sta Foonay
Adoon Da Fields of Gold"

## Video musicale
Il video musicale della canzone è stato diretto da Kevin Godley, che trovò l'ispirazione guardando la copertina del libro La via del guerriero di pace, in cui era rappresentata la sagoma di un uomo attraverso cui si poteva vedere un mondo. Il video mostra Sting che cammina in un paesaggio desolato e abbandonato, ma attraverso la sua sagoma dorata può essere intravisto lo stesso posto in tempi di pace e prosperità.
Il video è stato realizzato grazie alla speciale tecnica del motion control, che permette di controllare la telecamera attraverso un computer: una volta concepito il movimento per la telecamera, è possibile riprodurlo in modo esatto. Sono state quindi proiettate attraverso la sagoma di Sting le altre immagini del paesaggio, in contemporanea con la camminata del cantante lungo il posto desolato.

## Cover
La canzone è stata reinterpretata da diversi cantanti e gruppi, tra cui figurano (in ordine alfabetico): Michael Ball, Mary Black, Eva Cassidy (da sola e con Michael Bolton), Katie Melua, Celtic Woman, Tommy Emmanuel, Fourplay, Giorgia Fumanti (versione in lingua italiana intitolata Campi d'oro), Gregorian, Mango, I Muvrini (versione in lingua corsa intitolata Terre d'oru, registrata insieme a Sting), Cliff Richard & Barry Gibb, Mary Wilson, il chitarrista italiano Maurizio Colonna.

## Tracce

### CD Maxi (versione 1)
1. Fields of Gold – 3:42
2. King of Pain (live) – 7:44
3. Fragile (live) – 3:57
4. Purple Haze (cover di Jimi Hendrix - live) – 3:10

### CD Maxi (versione 2)
1. Fields of Gold – 3:42
2. Message in a Bottle (live) – 5:45
3. Fortress Around Your Heart (live) – 3:32
4. Roxanne (live) – 5:48

## Classifiche

### Classifiche settimanali
| Classifica (1993)                | Posizione massima |
| -------------------------------- | ----------------- |
| Canada                           | 2                 |
| Germania                         | 52                |
| Irlanda                          | 22                |
| Nuova Zelanda                    | 34                |
| Paesi Bassi                      | 44                |
| Regno Unito                      | 16                |
| Stati Uniti                      | 23                |
| Stati Uniti (mainstream rock)    | 24                |
| Stati Uniti (adult contemporary) | 2                 |
| Stati Uniti (pop)                | 24                |
| Stati Uniti (alternative)        | 12                |
| Svizzera                         | 25                |

### Classifiche di fine anno
| Classifica (1993) | Posizione |
| ----------------- | --------- |
| Canada            | 13        |
| Stati Uniti       | 87        |